# ФК Свобода (Пещера)
Свобода е български футболен клуб от град Пещера, който участва в Югозападната група на Трета аматьорска футболна лига.
Основан е през 1946 г. под името „Свобода“ и носи това име от 1946 до 1949 и от 1957 до 1993 г. През 1993 г. е преименуван на ФК „Пещера“. От 2000 г. се казва ФК „Спартак“. През 2011 г. е възстановено името „Свобода“.
Отборът участва в Трета лига (Югозападна група). Дълги години е участвал и в първенството на Югозападната В група.
Играе домакинските си мачове на градския стадион, с капацитет 3500 зрители. Екипи: синьо-бели фланелки, синьо-бели гащета и сини чорапи.

## Успехи
- 1974 г. участва на баражи за влизане в Б РФГ – класира се втори след „Граничар“ Свиленград и не успява да влезе в Б група(тогава като „Свобода“ Пещера)
- 1/16-финалист за купата на страната през 1968/74 г. (тогава като „Свобода“ Пещера)
- Окръжен носител на купата на Съветската Армия 1981 г.(тогава като „Свобода“ Пещера)
- 1/4-финалист за Купата на БФС през 1990/1991 г. (тогава като „Свобода“ Пещера)